# Bas Belleman
Bas Belleman (Alkmaar, 24 april 1978) is een Nederlandse journalist, essayist, dichter, vertaler en Shakespeare-kenner.

## Carrière
Belleman studeerde cultuur- en wetenschapsstudies aan de Universiteit Maastricht.  
Hij schreef recensies over proza voor dagblad Trouw. Over poëzie schreef hij stukken voor Passionate Magazine, de Groene Amsterdammer en het poëzietijdschrift Awater. 
Ook was hij columnist van dagblad De Gelderlander, schreef hij essays en columns voor Filosofie Magazine en verzorgde hij de programmering van de Maastricht International Poetry Nights. Enkele jaren was Belleman jurylid van de AKO Literatuurprijs.

## Erkenning
In 2003 verscheen zijn debuutbundel Nu nog volop ventilatoren in de Sandwich-reeks van Gerrit Komrij. De bundel werd genomineerd voor de Cees Buddingh’-prijs voor beste debuutbundel.
Van zijn hand verscheen in 2020 de Nederlandse vertaling Shakespeares Sonnetten met daarin de 154 sonnetten en A Lover’s Complaint. In 2021 won hij voor dit werk de Filter vertaalprijs.
De Loep 2023 kreeg Bas Belleman voor het onderzoek dat hij samen deed met Sümeyye Ersoy, Salwa van der Gaag, Belia Heilbron, Anouk Kootstra en Merijn van Nuland. Het onderzoeksteam kreeg dit voor hun onderzoek naar het in kaart brengen van het in 2012 ingevoerde fraudeopsporingssysteem van de Dienst Uitvoering Onderwijs (DUO), dat fraude met de basisbeurs voor uitwonenden moest tegengaan. Er bleken opvallend vaak studenten met een niet-westerse migratieachtergrond benaderd te worden. De risico-indicatoren waarmee het algoritme werd gevoed bleken door DUO zelf te zijn bedacht en niet wetenschappelijk onderbouwd. Ook bleken de controleurs die vast moesten stellen of een student met een uitwonendenbeurs op het opgegeven adres woonde, vaak niet objectief te zijn geweest. Het juryrapport noemde de verhalen 'ontluisterend en boosmakend' maar roemde de 'zorgvuldige onderzoeksmethode en de goed onderbouwde, spijkerharde conclusie'. Het onderzoek was een samenwerking van Investico, Trouw, De Groene Amsterdammer, het Hoger Onderwijs Persbureau en NOS op 3.

## Publicaties

### Gedichten
- Nu nog volop ventilatoren (2003), uitgeverij 521 ISBN  90-76927-32-4
- Hout (2006), uitgeverij 521; ISBN 9789049970123
- De drift van Sneeuwwitje (2014) uitgeverij Van Gennep; ISBN 9789461642646

### Vertalingen
- Sonnetten voor de donkere dame (2012) uitgeverij Van Gennep; ISBN 9789461640963 (met aanpassingen opgenomen in Shakespeares Sonnetten)
- Shakespeares Sonnetten (2020), William Shakespeare, Uitgeverij Athenaeum - Polak & Van Gennep ISBN 9789025312350

## Prijzen
- 2021 – Filter Vertaalprijs[3]
- 2023 – De Loep

- Gemeinsame Normdatei: 1048755894
- International Standard Name Identifier: 0000 0004 4250 9841
- Library of Congress Control Number: n2006083706
- Nederlandse Thesaurus van Auteursnamen: 243939868
- Virtual International Authority File: 32232558
- WorldCat: E39PBJbM96V7mJWV7FHJ6CCPcP